# برايان فليتشير
برايان فليتشير (بالإنجليزية: Brian Fletcher)‏ هو فارس بريطاني، ولد في 18 مايو 1947 في Cockfield, County Durham ‏ في المملكة المتحدة، وتوفي في 11 يناير 2017 بسبب سرطان.

## وصلات خارجية
- برايان فليتشير على موقع الموسوعة البريطانية (الإنجليزية)